# Banana split (film 1943)
Banana split (The Gang's All Here) è un film del 1943 diretto e coreografato da Busby Berkeley. Prodotto dalla Twentieth Century Fox, è un musical in Technicolor girato in tempo di guerra: protagonisti un soldato e una cantante di nightclub, interpretati da James Ellison e Alice Faye. Fu l'ultimo film da protagonista per la Faye che, durante le riprese, era incinta della sua seconda figlia.
James Basevi, Joseph C. Wright, Thomas Little furono nominati all'Oscar ala miglior scenografia. Il film è famoso per il numero musicale con Carmen Miranda The Lady in the Tutti Frutti Hat.

## Trama
Un giovane soldato, il sergente Andy Mason, si innamora di Eadie Allen, una cantante di New York. La ragazza ignora che Andy è già fidanzato anche se non ufficialmente con un'amica d'infanzia, Vivian Potter. Andy parte per la guerra. Quanto ritorna come un eroe, suo padre organizza dei festeggiamenti nella residenza dei Potter, i genitori di Vivian. I musicisti ingaggiati sono proprio Eadie con Benny Goodman, Phil Barker, il danzatore Tony De Marco e la cantante Dorita. Durante le prove dello spettacolo, Eadie viene a sapere della relazione tra Andy e Vivian, ma tutto si risolverà quando Vivian opterà per una carriera di danzatrice, preferendola al matrimonio.

### Canzoni
- No Love, No Nothin' di Warren-Robin, cantata da Alice Faye
- The Lady in the Tutti Frutti Hat di Warren-Robin, cantata da Carmen Miranda
- You Discover You're in New York, cantata da Alice Faye (non accreditata)
- Soft Winds, cantata da Alice Faye (non accreditata)
- A Journey to a Star, cantata da Alice Faye (non accreditata)
- The Polka Dot Polka, cantata da Alice Faye (non accreditata)

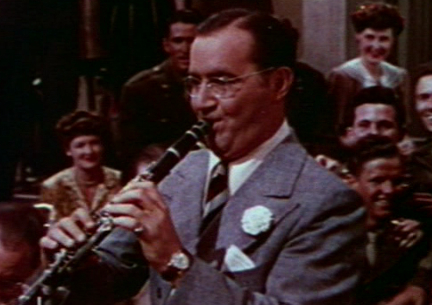
Benny Goodman e la sua Orchestra

## Distribuzione
In Italia, in film rimase inedito nelle sale. In televisione, fu trasmesso per la prima volta da Rai 3 con il titolo Banana split.